# Thymoites banksi
Thymoites banksi là một loài nhện trong họ Theridiidae.
Loài này thuộc chi Thymoites. Thymoites banksi được Elizabeth Bangs Bryant miêu tả năm 1948.